# Adira obscurocincta
Adira obscurocincta – gatunek chrząszcza z rodziny biedronkowatych i podrodziny Epilachninae. Ciało owalne, owłosione. Zasiedla środkową część Ameryki Południowej.

## Taksonomia
Gatunek opisany został w 1829 roku przez Johanna Christopha Friedricha Kluga jako Coccinella obscurocincta. W rodzaju Epilachna i podrodzaju Dira umieszczony został w 1850 roku przez Étienne'a Mulsanta. Podrodzaj ten został wyniesiony do rangi rodzaju przez R. D. Gordona w 1975 roku, a w 1986 przemianowany na Adira.
W 1850 roku Mulsant opisał formę o całym przedpleczu, głowie i odnóżach jasnych jako gatunek Epilachna (Dira) placida, który został potem zsynonimizowany z obecną A. obscurocincta.

## Opis
Ciało owalne, wypukłe, długości od 4,6 do 6,2 mm i szerokości od 3,91 do 5,2 mm, najszersze w połowie pokryw. Ubarwienie żółtawoczerwone z czarnym wzorem. Głowa brązowawożółta lub czarna. Przedplecze czarne z wyjątkiem żółtawego obrzeżenia na przednich i bocznych krawędziach lub całe brązowawożółte. Śródpiersie, zapiersie i odnóża czarne lub brązowawożółte. Pokrywy u holotypu z wąskim żółtym obrzeżeniem nasady i boków, czarnym, szerokim pierścieniem ciągnącym się wzdłuż brzegów od okolic tarczki, przez calli po szew w części wierzchołkowej i rudobrązowym, nieco wzdłuż szwu rozjaśnionym dyskiem. Występują również osobniki o dysku ciemnym lub całych pokrywach żółtawoczerwonych. Owłosienie ciała szarawo-białe. Na punktowanie pokryw składają się punkty małe, odległe o siebie o 1-2 średnice i punkty większe, odległe od siebie o 1-4 średnice. Pazurki stóp z małym zagięciem u podstawy. Linie zabiodrowe niekompletne, wyraźne, zaokrąglone, niesięgające tylnego brzegu pierwszego sternum odwłoka. Odwłok samca o piątym sternum słabo obrzeżonym z tyłu, szóstym sternum głęboko wyciętym, a szóstym tergum szeroko wypukłym. Podstawowy płat samczych genitaliów nieco dłuższy od paramer, zwężony od nasady po zakrzywiony ku górze wierzchołek, a po każdej stronie opatrzony w grzbietowej części rzędem szczecinek. Paramery nierozszerzony wierzchołkowo. Sipho w nasadowej ⅓ proste, a wierzchołkowych ⅔ gwałtownie podgięte, w widoku grzbietowym o wierzchołku pośrodku obrzeżonym, a otworze umieszczonym grzbietowo, przedkońcowo. Odwłok samicy o piątym sternum trójkątnie pośrodku wyciągniętym; szóstym sternum wąskim, drobno pośrodku obrzeżonym i opatrzonym podłużnym szwem, a szóstym tergum szeroko wypukłym i drobno obrzeżonym pośrodku. Genitalia samicy wraz z 10 tergum wypukłe. Płytka genitalna o tylnej krawędzi ściętej, przedniobocznym kącie szeroko zaokrąglonym, wyciągnięta, bez widocznego stylusa.

## Rozprzestrzenienie
Chrząszcz ten wykazany został z argentyńskich prowincji Jujuy, Misiones, Salta i Tucumán; paragwajskich departamentów: Caaguazú, Itapúa i Paraguarí; boliwijskich departamentów: Beni, La Paz i Santa Cruz; urugwajskiego departamentu Canelones oraz brazylijskich stanów Goias, Mato Grosso, Pará, Parana, Santa Catarina i São Paulo.